# 诺金斯卡亚农村居民点
诺金斯卡亚农村居民点（俄语：Сельское поселение Ногинское）是俄罗斯联邦沃洛格达州夏姆扎区所属的一个农村居民点。其下辖有131个居民点，行政中心为诺金斯卡亚。据2015年统计，该农村居民点的人口为1015人。